# 하타노 유이
하타노 유이(일본어: 波多野 結衣, 1988년 7월 12일 ~ )는 일본의 AV 배우이다.